# Gare de Luton Bute Street
La gare de Luton Bute Street ouverte à Luton en 1858 et fermée en 1965.

## Histoire
La gare de Luton Bute Street est la première gare construite à Luton par le propriétaire Welwyn Junction Railway Company en 1858 qui était une extension de la ligne de Welwyn Hertford. La ligne de Welwyn Hertford a été achevée en 1860 et prolongée par la Great Northern l'année suivante.
La gare était précieuse pour les habitants de Luton pour faciliter le transport de marchandises pour le marché de Londres ainsi la gare et la ligne de Welwyn Hertford ont été fermées.
Après la fermeture de la gare en 1965, les bâtiments de la gare ont été rapidement détruites, malgré la ligne partiellement ouverte pour le fret jusqu'en 1990. Le site de la gare a été plus tard utilisé comme parking pour la gare de Luton.
Au fil des ans, divers groupes de pression locaux ont été en faveur de la réouverture de la gare dans le cadre d'une ligne entre Dunstable et Luton. Au milieu des années 1990, un débat se lance pour la réouverture de la gare accompagné de nouvelles rames.
Le site a depuis été réaménagé, en tant que nouvel échangeur de transport Luton Gateway sur le système d'autobus guidé Luton to Dunstable Busway (en) (ouvert en 2013).